# Anonymous Rex
Pour plus de détails, voir Fiche technique et Distribution.
Anonymous Rex est un téléfilm américano-canadien réalisé par Julian Jarrold et diffusé le 19 novembre 2004 sur Sci Fi Channel. Il s'inspire du roman d'Eric Garcia.

## Synopsis
Bien que les dinosaures aient disparu il y a 65 millions d'années, aujourd'hui une génération entière d'entre eux vivent parmi nous sous une apparence humaine ... 

## Fiche technique
- Titre original : Anonymous Rex
- Titre français : Anonymous Rex
- Réalisation : Julian Jarrold
- Scénario : Joe Menosky d'après le roman d'Eric Garcia
- Musique : David Bergeaud et Tomandandy
- Photographie : Bert Dunk
- Montage : Mark Conte et Kevin D. Ross
- Décors : Lindsey Hermer-Bell
- Direction artistique : Michele Brady
- Costumes : Maxyne Baker
- Maquillages spéciaux : Katherine Southern
- Effets spéciaux : Warren Appleby et Tim Barraball
- Effets visuels : C.O.R.E. Digital Pictures
- Producteur : Daniel Jason Heffner
- Producteur exécutif : Joe Menosky
- Coproducteur exécutif : Eric Garcia
- Compagnies de production : Sci Fi Pictures, Fox Television Studios et Raekwon Productions
- Compagnie de distribution : The Sci Fi Channel
- Pays d'origine :  États-Unis  Canada
- Langue : Anglais
- Son : Stéréo
- Ratio écran : 1,78:1
- Image : Couleurs
- Négatif : 35 mm
- Genre : Fantastique
- Durée : 89 minutes

## Distribution
- Sam Trammell : Vincent Rubio
- Daniel Baldwin : Ernie Watson
- Stephanie Lemelin : Gabrielle Watson
- Tamara Gorski : Circe
- Alan Van Sprang : Raal
- Jefferson Mappin : Chef
- Leslie Carlson : L'homme
- Lori Alter : Louise
- Eric Johnson : Rhys
- Isaac Hayes : L'homme élégant
- Faye Dunaway : Shin
- Susannah Hoffmann : Madame Hoon